# Paris Volley 2012-2013
Questa voce raccoglie le informazioni riguardanti il Paris Volley nelle competizioni ufficiali della stagione 2012-2013.

## Organigramma societario
Area direttiva
- Presidente: Alain Bertato

Area tecnica
- Allenatore: Dorian Rougeyron
- Allenatore in seconda: Benjamin Roche

## Rosa
| N° | Nome                    | Ruolo | Data di nascita  | Nazionalità sportiva |
| -- | ----------------------- | ----- | ---------------- | -------------------- |
| 1  | Paul Cooper             | P     | 28 marzo 1993    | Francia              |
| 2  | Damien Van Den Eshof    | P     | 12 maggio 1986   | Francia              |
| 3  | Raphaël Attie           | C     | 12 aprile 1989   | Francia              |
| 4  | Todor Skrimov           | S     | 9 gennaio 1990   | Bulgaria             |
| 5  | Julien Reynet           | S     | 13 febbraio 1990 | Francia              |
| 6  | Anthony Krolis          | S/O   | 13 luglio 1984   | Paesi Bassi          |
| 7  | Dennis Van der Veen     | C     | 19 febbraio 1982 | Paesi Bassi          |
| 8  | Armands Celitāns        | C     | 28 maggio 1989   | Lettonia             |
| 9  | Marc Vautier            | S     | 24 ottobre 1991  | Francia              |
| 11 | Philippe Tuitoga        | C     | 18 dicembre 1990 | Francia              |
| 12 | Josh Howatson           | P     | 7 ottobre 1984   | Canada               |
| 13 | Markus Steuerwald       | L     | 7 marzo 1989     | Germania             |
| 14 | Jordan Marie-Antoinette | S     | 24 dicembre 1993 | Francia              |
| 15 | Kévin Kaba              | C     | 8 giugno 1994    | Francia              |
| 16 | André Lukanietz         | S     | 5 dicembre 1982  | Brasile              |
| 17 | Lucas Nedelec           | S     | 25 marzo 1992    | Francia              |
| 18 | Ardo Kreek              | C     | 7 agosto 1986    | Estonia              |
| 19 | Boris Blanc             | S/O   | 9 maggio 1993    | Francia              |
| 19 | Mikko Oivanen           | S/O   | 26 maggio 1986   | Finlandia            |
| 20 | Antoine Brizard         | P     | 11 maggio 1994   | Francia              |